# FC Baltimore
FC Baltimore 1729, mais conhecido como FC Baltimore, é uma agremiação esportiva da cidade de Baltimore, Maryland.  Atualmente disputa a National Premier Soccer League.

## História
O clube foi fundado em 2018, participando nesse mesmo ano da National Premier Soccer League pela primeira vez.

## Estatísticas

### Participações
|  | Participações em 2018 |

| Competição     | Competição                     | Temporadas | Melhor campanha | Estreia | Última | P | R |
| Estados Unidos | National Premier Soccer League | 1          | Estreia (2018)  | 2018    | 2018   |   | – |